# Éric Lartigau
Éric Lartigau (n. París, 20 de junio de 1964) es un director de cine francés. 
Antes de dedicarse al mundo del cine trabajaba en una casa de subastas, hasta que fue contratado como chófer por el director Pascal Thomas. Años después fue asistente de realizadores como Edouard Molinaro, Diane Kurys y Emir Kusturica. También participó en la realización de anuncios de publicidad. Uno de los primeros anuncios que hace como realizador es Les Bouloches, interpretado por la presentadora Christine Bravo. 
Trabajó en Canal+ entre 1988 y 1998. Dirigió secuencias del programa diario Guignols. Tras su etapa en la televisión, produjo trece episodios de la serie de televisión H durante 2000 y 2001, y se encargó de la realización de tres episodios de la comedia La Famille Guérin.
Sus dos primeras películas, Mais qui a tué Pamela Rose? y Un ticket pour l'espace, son coescritos e interpretados por Kad Merad y Oliver Baroux. Lartigau aparece como actor en ambas películas.
En 2006 lanza su tercera película como director, la comedia Prête-moi ta main, lo que le permite dirigir a una estrella cómica de la televisión como es Alain Chabat. La película tuvo gran éxito tanto crítico como comercial.
En 2010 lanza su cuarto largometraje L'homme qui voulait vivre sa vie, donde puso en escena a su novia Marina Fois, junto con Romain Duris, Catherine Deneuve y Eric Ruf. Este thriller psicológico es una adaptación de la novela The Big Picture de Douglas Kennedy.
En 2014 estrena La Famille Bélier, comedia sobre una chica oyente de familia de sordos que descubre de tener el talento de cantar.

## Filmografía

### Cine
| Año  | Título                           |
| ---- | -------------------------------- |
| 2003 | Mais qui a tué Pamela Rose?      |
| 2006 | Un ticket pour l'espace          |
| 2006 | Prête-moi ta main                |
| 2010 | L'homme qui voulait vivre sa vie |
| 2012 | Les infidèles                    |
| 2014 | La Famille Bélier                |

#### Como actor
| Año  | Título                            |
| ---- | --------------------------------- |
| 1988 | Les Maris, les Femmes, les Amants |
| 2003 | Mais qui a tué Pamela Rose?       |
| 2005 | Backstage                         |
| 2006 | Un ticket per l'espace            |
| 2006 | Prête-moi ta main                 |
| 2011 | Pourquoi tu pleures?              |

### Series de televisión
| Año  | Título            |
| ---- | ----------------- |
| 2002 | H                 |
| 2002 | Making of         |
| 2002 | La Famille Guérin |